# Bernadette Graf
Pour les articles homonymes, voir Graf.
Bernadette Graf, née le 8 février 1991 à Innsbruck, est une judokate autrichienne évoluant dans la catégorie des moins de 70 kg (moyens) puis des moins de 78 kg (mi-lourds).

## Palmarès

### Compétitions internationales
| Année | Compétition           | Lieu        | Résultat | Catégorie      |
| ----- | --------------------- | ----------- | -------- | -------------- |
| 2013  | Championnats d'Europe | Budapest    | 3e       | Moins de 70 kg |
| 2014  | Championnats d'Europe | Montpellier | 3e       | Moins de 70 kg |
| 2015  | Jeux européens        | Bakou       | 3e       | Moins de 70 kg |
| 2021  | Championnats d'Europe | Lisbonne    | 3e       | Moins de 78 kg |

### Tournois Grand Chelem et Grand Prix
| Année | Compétition              | Lieu          | Résultat | Catégorie      |
| ----- | ------------------------ | ------------- | -------- | -------------- |
| 2012  | Grand Prix d'Abou Dabi   | Abou Dabi     | 2e       | Moins de 70 kg |
| 2013  | Grand prix de Samsun     | Samsun        | 3e       | Moins de 70 kg |
| 2013  | Grand Slam de Moscou     | Moscou        | 1re      | Moins de 70 kg |
| 2014  | Grand Prix de La Havane  | La Havane     | 2e       | Moins de 70 kg |
| 2014  | Grand Prix de Tashkent   | Tachkent      | 2e       | Moins de 70 kg |
| 2014  | Grand Prix d'Astana      | Astana        | 1re      | Moins de 70 kg |
| 2014  | Grand Slam d'Abou Dabi   | Abou Dabi     | 2e       | Moins de 70 kg |
| 2014  | Grand Prix de Qingdao    | Qingdao       | 3e       | Moins de 70 kg |
| 2015  | Grand Prix de Bakou      | Bakou         | 3e       | Moins de 70 kg |
| 2015  | Grand Prix d'Oulan-Bator | Oulan-Bator   | 1re      | Moins de 70 kg |
| 2016  | Grand Prix de Düsseldorf | Düsseldorf    | 1re      | Moins de 70 kg |
| 2016  | Masters mondial de judo  | Guadalajara   | 2e       | Moins de 70 kg |
| 2017  | Grand Prix de Hohhot     | Hohhot        | 1re      | Moins de 78 kg |
| 2018  | Grand Prix de Tachkent   | Tachkent      | 2e       | Moins de 78 kg |
| 2019  | Grand Slam de Düsseldorf | Düsseldorf    | 3e       | Moins de 78 kg |
| 2019  | Grand Slam Ekaterinbourg | Ekaterinbourg | 3e       | Moins de 78 kg |